# Отрыжка
Отрыжка — это выход газов из желудочно-кишечного тракта, главным образом, из пищевода и желудка. Часто сопровождается характерным звуком и запахом.
Может быть вызвана заглатыванием воздуха (особенно характерно для грудных детей), употреблением газированных напитков. Однако, отрыжка может быть и симптомом заболеваний желудочно-кишечного тракта, таких, как гастроэзофагеальная рефлюксная болезнь, гастрит и так далее.

## Описание
В желудке содержится газ, который стимулирует его двигательную и секреторную функции. Обычно он медленно и незаметно выходит через рот, однако при употреблении таких продуктов как капуста, горох, фасоль и др. количество этого газа увеличивается, что приводит к повышению внутрижелудочного давления. В результате этого происходит сокращение мышц желудка, расслабление кардиального сфинктера и спазм привратника, что приводит к возникновению отрыжки. Такие же процессы происходят и при избыточном заглатывании воздуха.  С особой насторожённостью стоит отнестись к отрыжке пищей. Иногда это явление возникает из-за переедания, носит временный характер и быстро исчезает.
Горькая отрыжка отмечается в результате забрасывания в желудок желчи; гнилостная — чаще всего при употреблении мясных продуктов с резким запахом (например, бекон с чесноком и специями); кислая отрыжка может наблюдаться при повышении кислотности желудочного содержимого (чаще это обусловлено гиперсекрецией соляной кислоты по разным причинам) или при брожении, которое возникает, наоборот, при отсутствии в желудочном соке соляной кислоты. Наличие любого из этих проявлений требует обязательного срочного обследования. В такой ситуации наиболее обоснованным представляется приоритетное назначение эзофагогастродуоденоскопии и внутрижелудочной pH-метрии (как обычной, так и эндоскопической).
У грудных детей во время отрыжки может происходить срыгивание пищей.

## Физиологическое отрыгивание пищи
У жвачных и верблюдовых, вследствие особенностей анатомии и физиологии пищеварения, в норме отрыгивается из рубца и сетки частично ферментированная микроорганизмами съеденная грубая растительная пища в ротовую полость, где повторно пережёвывается и увлажняется слюной (жевание жвачки).
Некоторые птицы могут отрыгивать из зоба съеденную пищу для кормления птенцов.